# NGC 734
NGC 734 (другое обозначение — PGC 170023) — галактика в созвездии Кит.
Этот объект входит в число перечисленных в оригинальной редакции «Нового общего каталога».
NGC 734 часто неверно идентифицируется как PGC 7121, поэтому поиск галактики по Wikisky показывает этот объект, вместо правильного PGC 170023.